# Ліліт Блеян
Ліліт Блеян (вірм. Լիլիթ Բլեյան; ісп. Lilit Bleyan; нар. 2 червня 1978, Єреван) — вірменська авторка пісень, співачка. Пише та виконує пісні вірменською, іспанською та англійською мовами.
Перший альбом «In another City» був представлений у листопаді 2011 року.
Другий альбом з піснями переважно іспанською мовою вийшов у листопаді 2013 року. 

## Біографія
Ліліт Блеян народилася 2 червня 1978 року в Єревані, Вірменській РСР. Перші пісні написала, коли ледь почала говорити. Закінчила музичну школу за класом скрипки. У віці 14 років почала співати в камерному хорі «Алан Ованнес» в Єревані. У шкільному віці, захопившись іспанськими піснями, почала самостійно вивчати іспанську мову. Пристрасть до мов привела її до Єреванського державного університету, який вона закінчила за спеціальністю іспанська та англійська мови. Під час навчання в університеті в дуеті з подругою відвідувала деякі музичні заходи та шоу. Проте, музика і написання пісень залишалися лише у вигляді хобі.
Паралельно з університетом Ліліт закінчила спеціальні курси тележурналістики та незабаром стала одним з молодих облич незалежного єреванського телеканалу A1plus. Вона починала як журналістка, ставши телеоглядачкою, редакторкою відділу новин, а також робила декілька індивідуальних проєктів на телебаченні.
У 2010 році вона випустила сингл вірменською мовою під назвою «Սպասող գնացքներ». Пісня мала миттєвий успіх і змусила її задуматися про запис повноцінного альбому. Так у 2011 році вийшов її перший альбом, що складався з дев'яти акустичних пісень вірменською та іспанською мовами. Незабаром вона вирішила відмовитися від кар'єри журналістки та зосередитися на написанні пісень і співі.
Реліз її другого альбому, що складається переважно з іспанськомовних, а також деяких англійськомовних пісень, відбувся 19 листопада 2013 року.

## Дискографія

### In Another City(2011)
1. Քաղաքից քաղաք
2. Տրամադրություն
3. Սպասող գնացքներ
4. Երազելով ծովի մասին
5. Մութ սենյակում
6. Սպասելով ամռանը
7. Հին հետքերով
8. Siempre tu' (իսպաներեն)
9. Սպասող գնացքներ (իսպաներեն)

### Paciencia(2013)
1. El corazón como prisión
2. Volverás
3. Por el Mediterráneo
4. Paciencia
5. Coloreando
6. Un Día
7. Una semana en Barcelona
8. Christmas Night
9. El Después
10. Castillo de arena
11. Falling
12. Siempre Tú (з альбому «In another City»)
13. Christmas Night